# Momoyama-Genremalerei

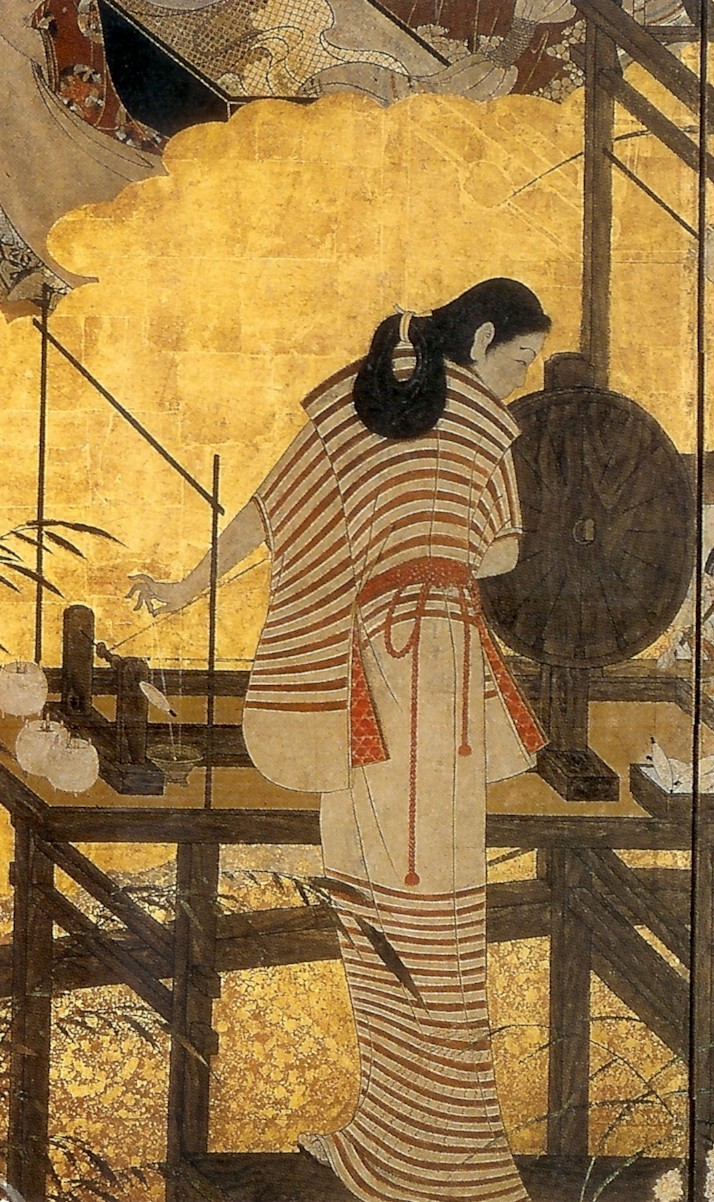
Stellschirm mit Weberinnen (Detail)

Momoyama-Genremalerei (japanisch 桃山風俗画, Momoyama fūzoku-ga) bezeichnet die japanische Genremalerei der Momoyama-Zeit. Es handelt sich um Malerei auf Stellschirmen mit Szenen aus dem täglichen Leben, die zwischen 1550 und 1650 entstanden. Meist sind die Künstler unbekannt, eine Reihe von Stellschirmen können jedoch der Kanō-Schule zugeordnet werden, gelegentlich auch einem konkreten Mitglied dieser Künstler-Familie.

## Übersicht
Als mit der Herrschaft von Toyotomi Hideyoshi die kriegerischen Auseinandersetzungen (Sengoku-Zeit) im Lande ein Ende hatten, bauten sich der Schwert-Adel und die Klosterherren große Paläste, die aufwändig mit Bildern der klassischen Schulen geschmückt waren. Gleichzeitig begannen die Kaufleute, die an dem aufblühenden Handel gut verdienten und sich große Häuser leisten konnten, ein Interesse an Stellschirmen zu entwickeln. Sie bevorzugten dabei Themen, die unmittelbar den Alltag und die heimische Natur abbildeten, ohne den in Adelskreisen üblichen Bezug auf die chinesische Kultur. Die Künstler, die für die bürgerliche Welt arbeiteten, blieben meist anonym.

## Themen der Momoyama-Genremalerei

### Stadtansichten
Ansichten der drei großen Städte Edo, Osaka und Kyōto und ihrer nahen Umgebung um 1600 werden in Japan Rakuchū – Rakugai zu (洛中洛外図) genannt, etwa „Innerhalb und außerhalb der Niederlassung“. Im engeren Sinne war Miyako, also Kyōto damit gemeint. Diese Ansichten wurden als Stellschirm-Paare angefertigt und sind aufwändig auf Goldgrund gemalt.

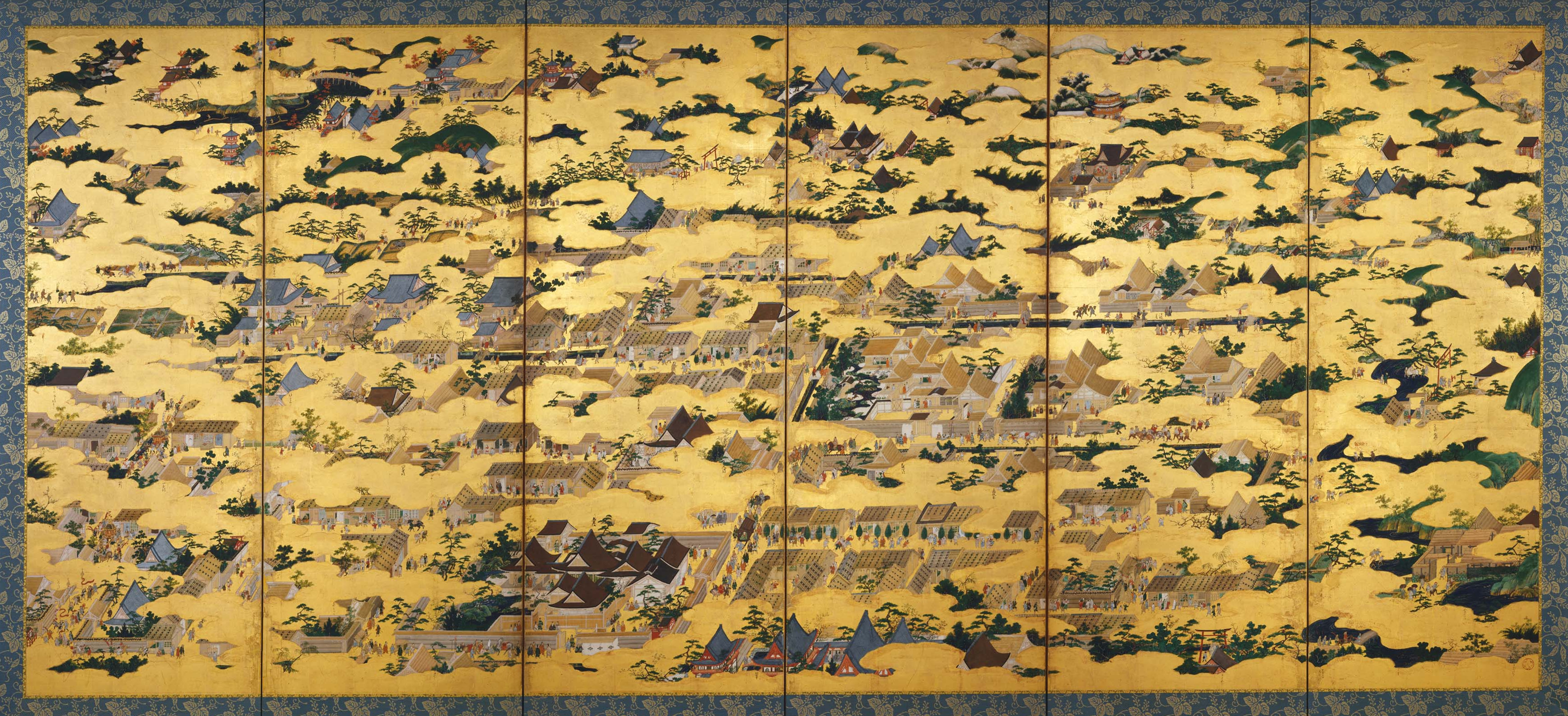
Kyōto (linker Stellschirm)
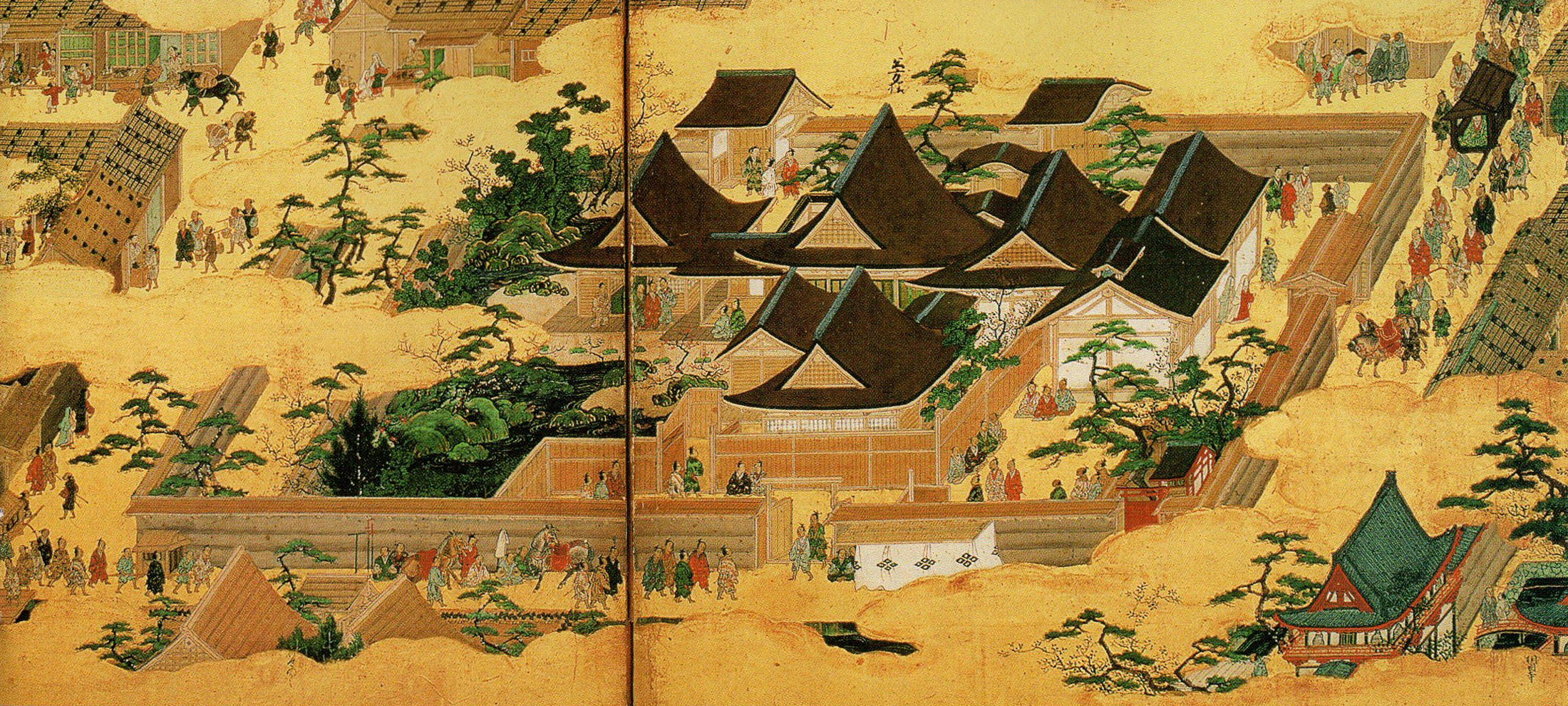
Ausschnitt aus dem linken Schirm: Hana-no-gosho[A 1]
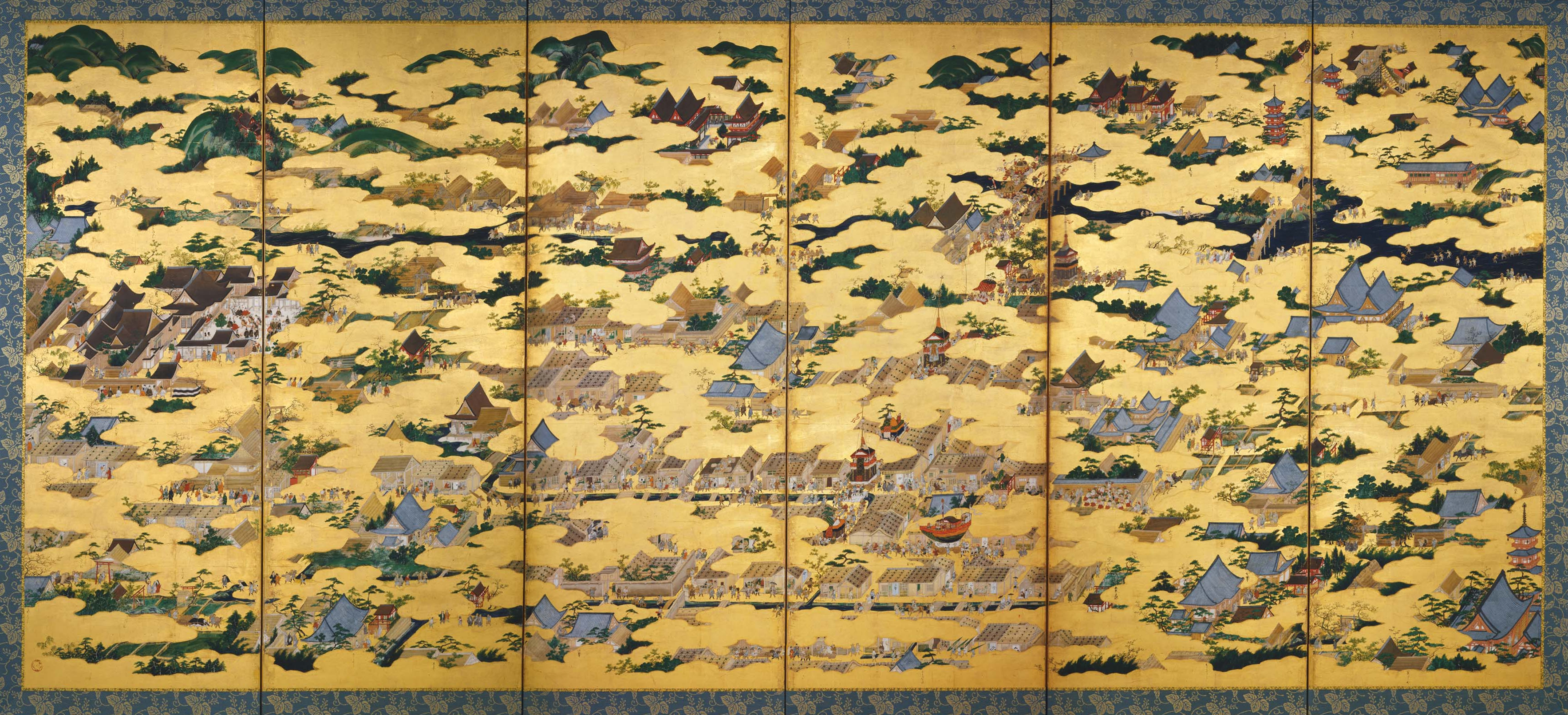
Kyōto (rechter Stellschirm)[A 2]

### Volksleben und Landschaften
Dieser Themenkreis umfasst Handwerker, Fischer bei der Arbeit. Auch Landschaften werden – ohne jeden mythologischen Hintergrund – abgebildet, gelegentlich als Stellschirm-Paar mit der Sonne auf dem rechte (ersten) Stellschirm und dem Mond auf dem zweiten.

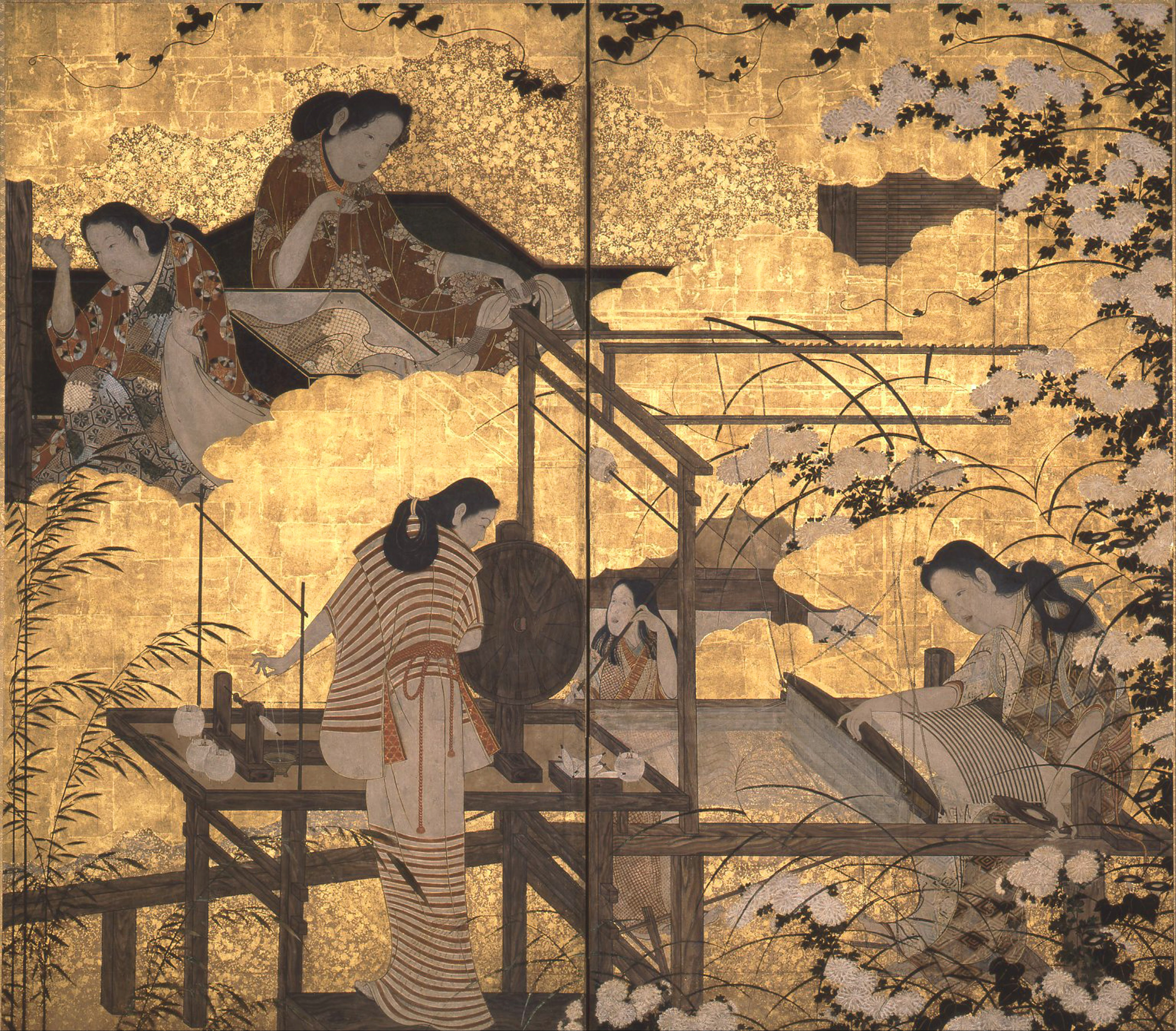
Stellschirm mit Weberinnen[A 3]
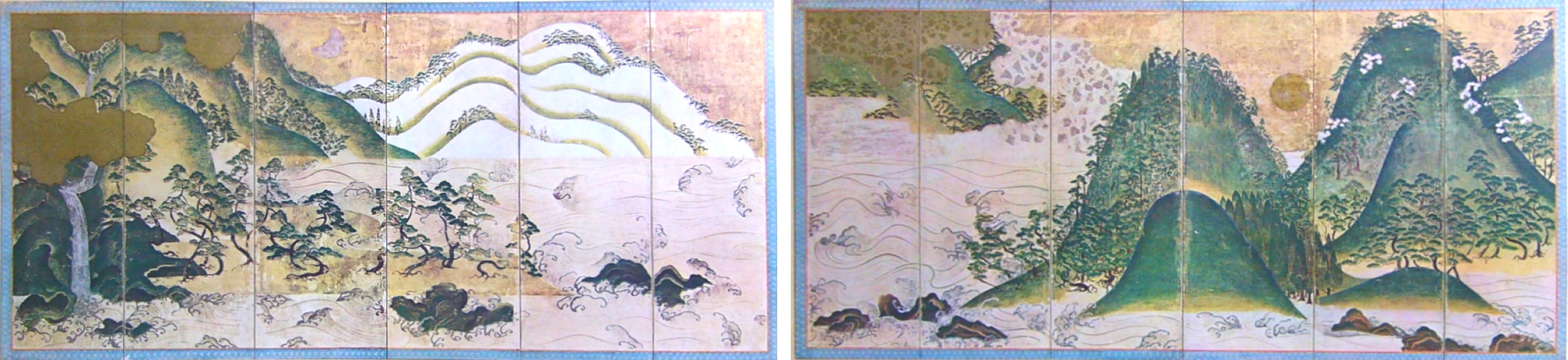
Stellschirm-Paar: Landschaft Sommer mit Sonne (rechts) und Winter mit Mond (links)[A 4]
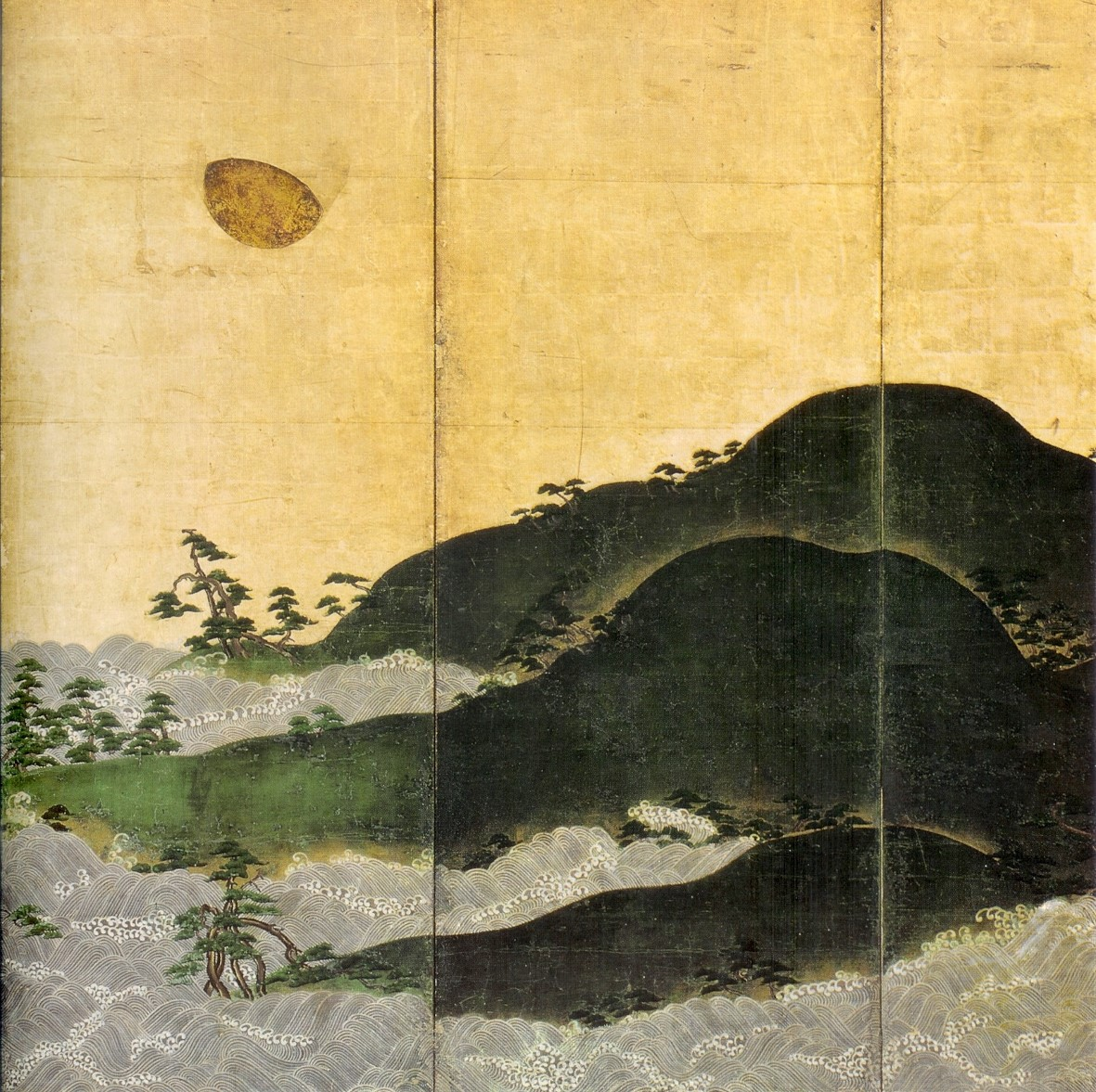
Stellschirm Landschaft mit Mond (Ausschnitt)

### Namban-Stellschirme
In der Zeit zwischen 1560 und 1630 vermittelten die in Japan missionierenden Jesuiten europäische Kunst. Beispiele von Heiligenbildern und Stellschirmen dieser Kunst haben die Zeit überlebt. Zu dieser Richtung werden auch die Stellschirme mit Darstellungen der Portugiesen und Spanier in Nagasaki gezählt.

Schiffe vor Nagasaki (Kanō-Schule)
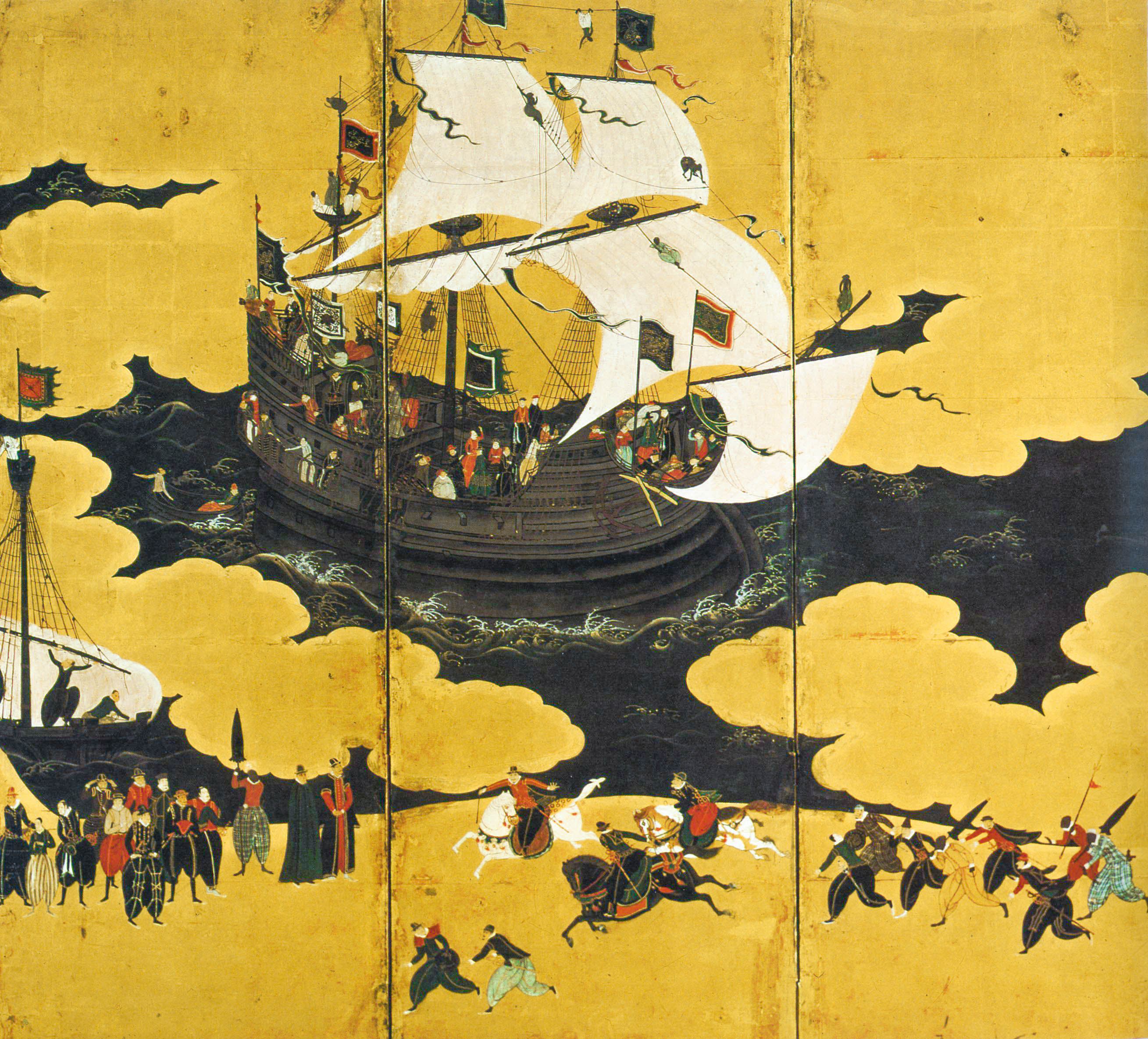
Stellschirm, Ausschnitt
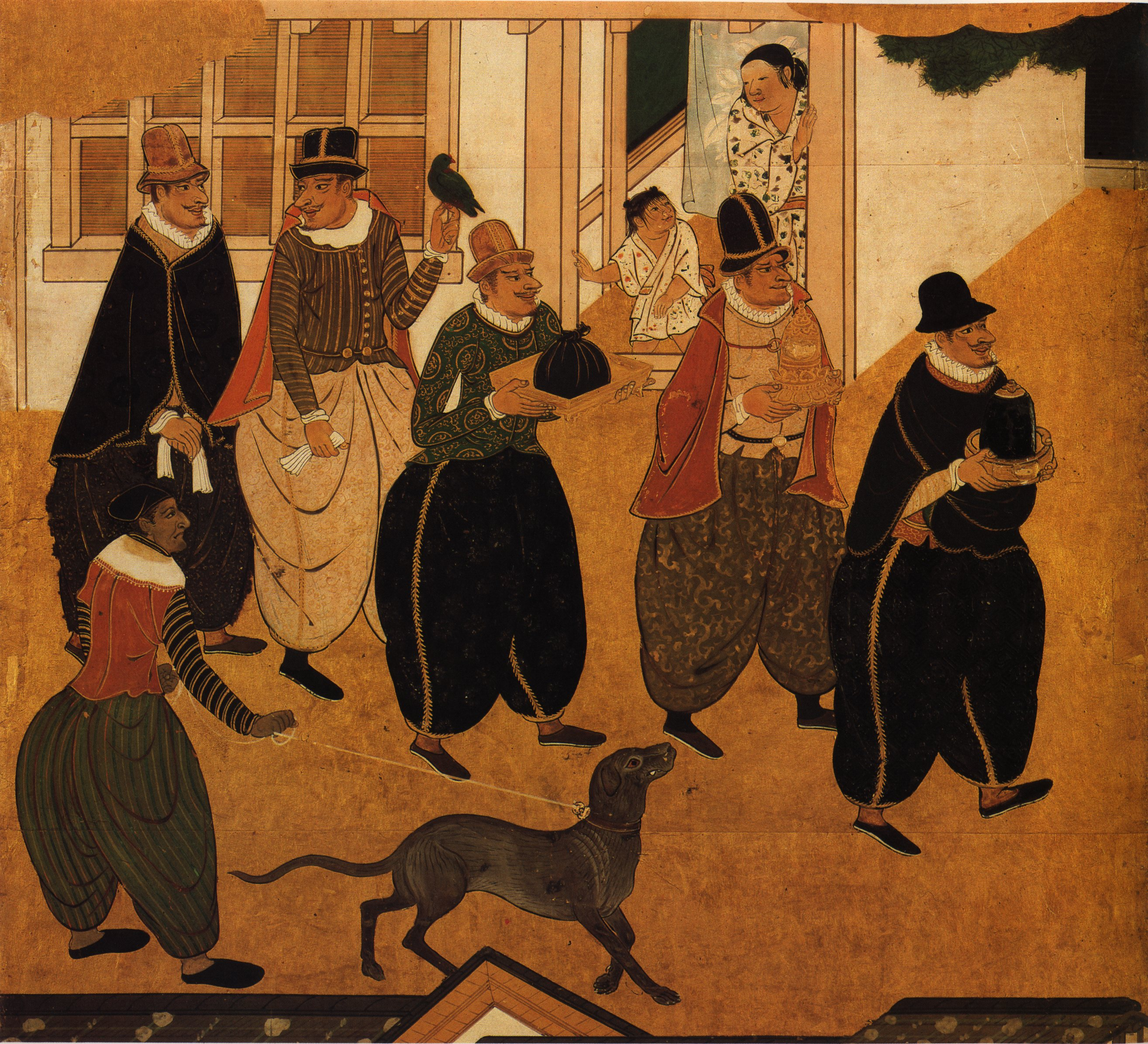
Stellschirm, Detail
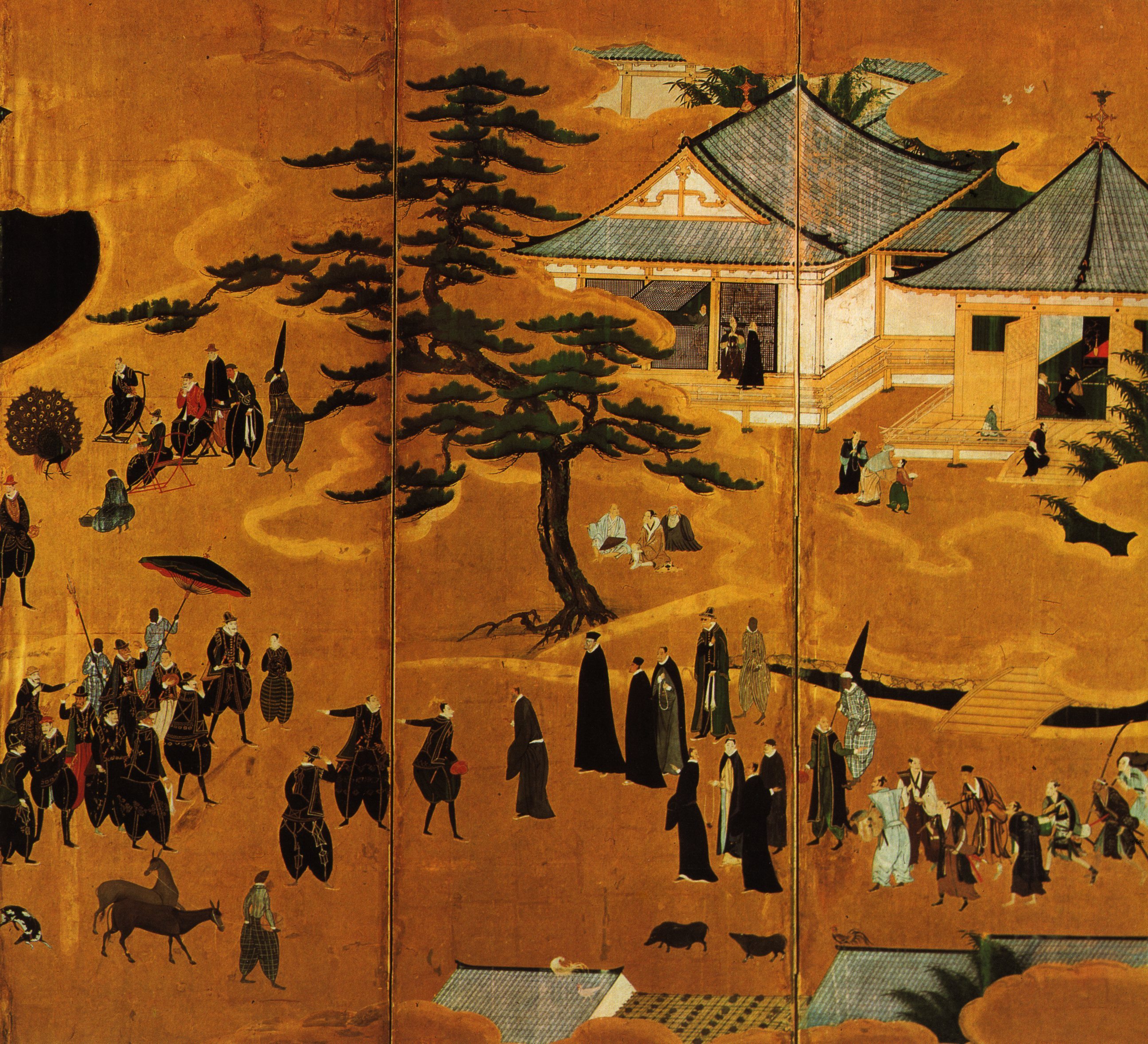
Stellschirm, Detail
Westliche Ritter[A 5]

### Aristokratie und Feste
Während der Schwertadel bis zur Momoyama-Zeit sich vorwiegend mit Bildern in der chinesischen Maltradition umgeben hatte, sammelt er nun auch Bilder, in denen er selbst vorkommt, nun aber nicht als Krieger, sondern als Privatmann, der den Alltag genießt.

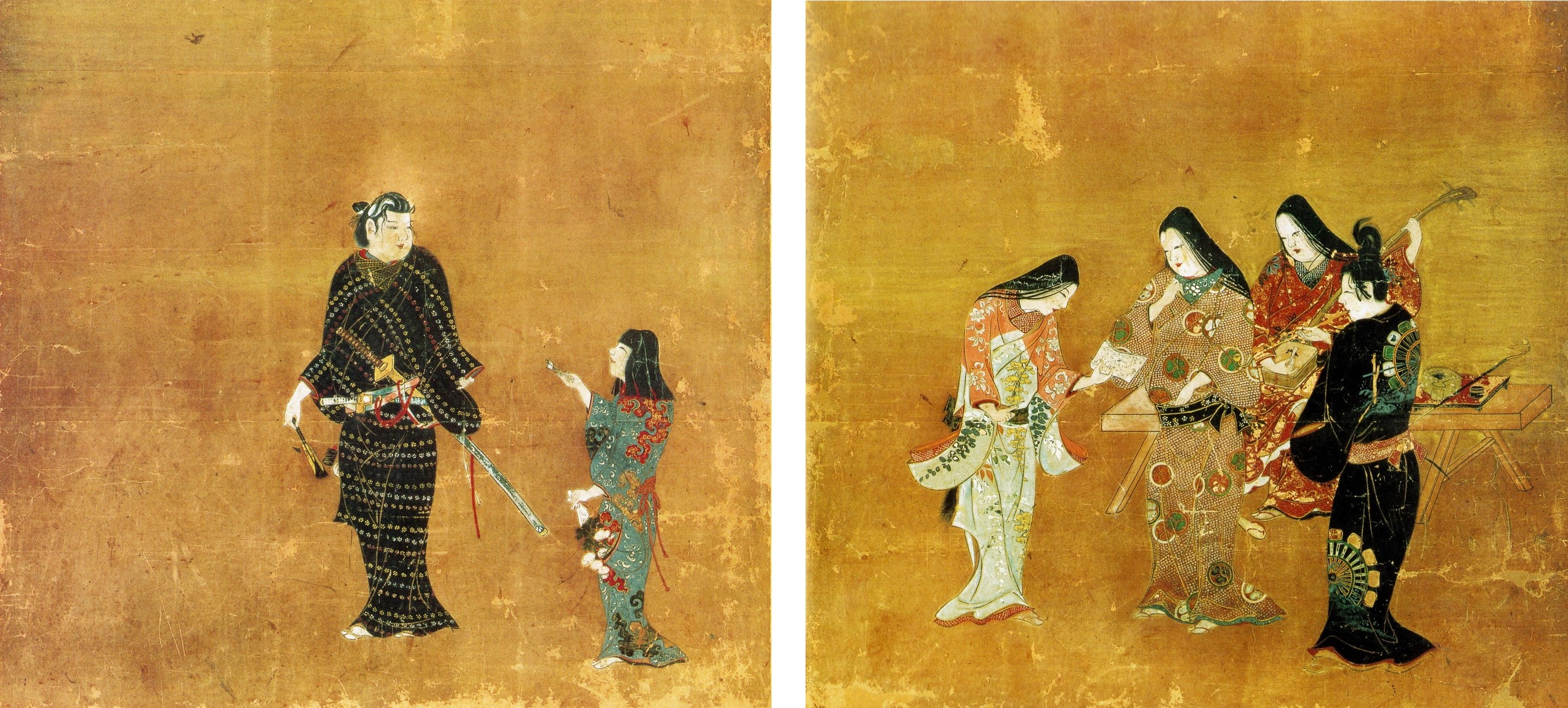
Stellschirm-Paar Honda Heihachirō und Begleiter[A 6]
Stellschirm Ahorn-Fest[A 7]
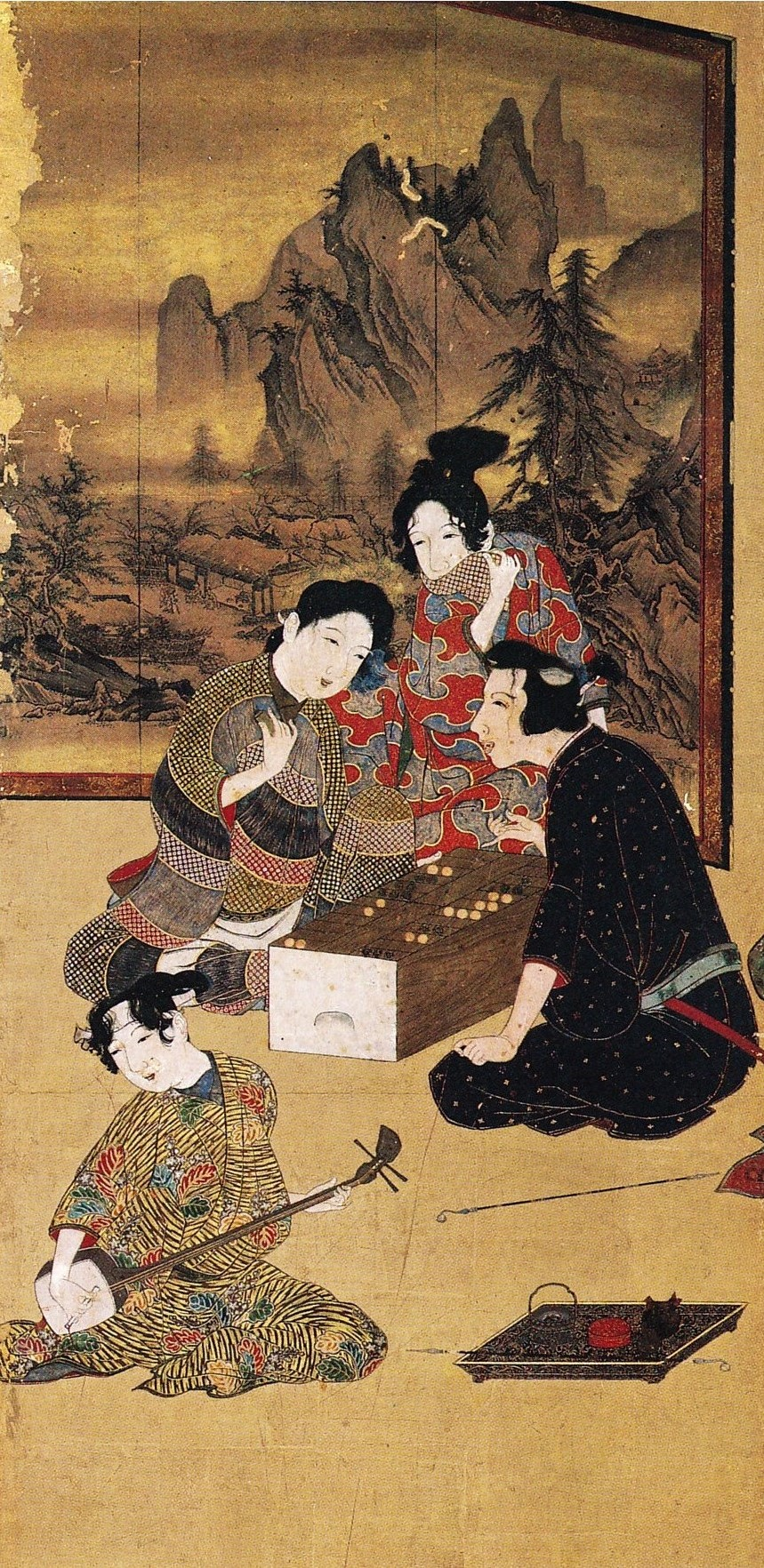
Hikone a[A 8]
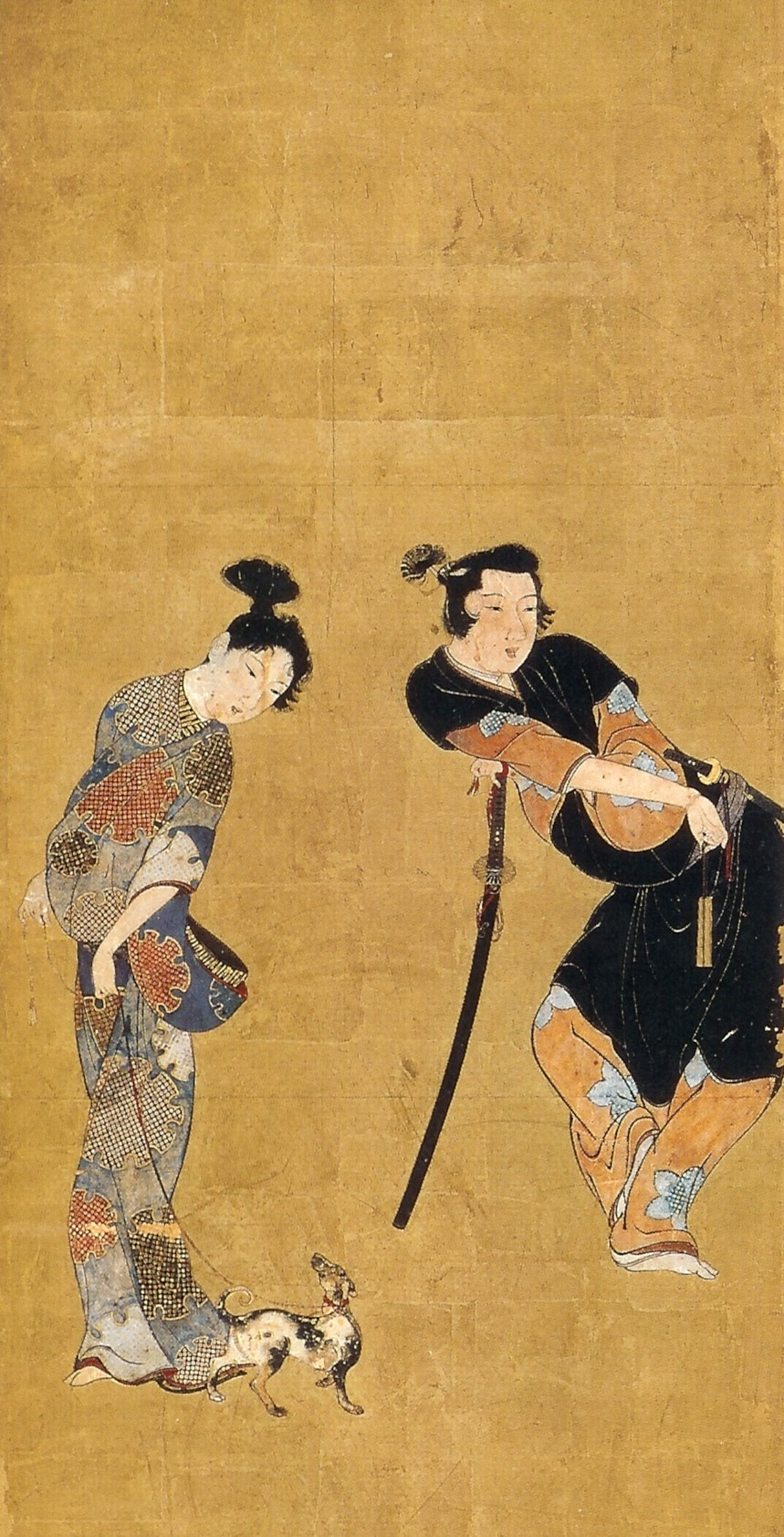
Hikone b[A 9]